# Caripeta subochrearia
Caripeta subochrearia là một loài bướm đêm trong họ Geometridae.